# Pop Bola
Pop Bola é um programa de rádio do Rio de Janeiro criado em 2002, na Rádio Cidade. O programa tem como proposta inovadora aliar informação esportiva à comédia no rádio FM, fazendo sátiras ao futebol carioca. Entre 2002 e 2011 foi chamado de Rock Bola e após passagens pela Cidade, FM O Dia, Oi FM e MPB FM, o programa passou a integrar em abril de 2013, a grade de programação da Bradesco Esportes FM. Mesmo sendo o líder de audiência da emissora, no dia 29 de junho de 2015, a empresa alegou a necessidade de economizar por conta da crise financeira que atinge o país, e por isso, retirou o programa da grade. O grupo continua junto publicando videos irreverentes no seu canal do Youtube (Pop Bola Esporte Clube) e atuando nas diversas mídias sociais (Twitter, Facebook, Instagram). O Pop Bola havia voltado ao ao rádio carioca em setembro de 2015 pela Rádio Globo Rio de Janeiro no horário das 16h. Quase quatro anos depois, em uma nova reformulação da Rádio Globo, o programa deixa a emissora, ficando novamente fora do dial. Mas depois de 4 anos fora do ar, o programa retornará ao dial carioca no dia 30 de janeiro de 2023, sendo transmitido pela rádio Mix FM Rio.

## História
O programa foi ao ar pela primeira vez em 28 de janeiro de 2002 pela Rádio Cidade do Rio de Janeiro à 102,9 MHz. Apresentado por Alex Escobar, a mesa ainda era composta por um comentarista de cada um dos quatro grandes clubes do Rio. Para o Botafogo, Lopes Maravilha; Para o Flamengo, Sérgio Meireles; com o Fluminense, o cantor Toni Platão; e para o Vasco, Feijó.
Inicialmente, o programa apresentava uma novidade em relação às outras rádios FM voltadas para o público jovem, a escassez de músicas, em sua maioria rock and roll, que iam ao ar apenas nos intervalos. Eram dados maiores oportunidades para a irreverência dos membros do programa. Com o passar do tempo, novos integrantes passaram a compor a mesa. Feijó deu lugar a Waguinho e Meirelles saiu provisoriamente para a entrada de Rogério Faustão. O diretor do programa Alexandre Araújo também começou a participar ativamente do show.
Em 2004, passaria a integrar o programa o repórter Smigol, apelidado de "o repórter bizarro". Porém, três saídas significativas foram sentidas pelos fãs do Rock Bola. Primeiramente, após retornar no programa, Sérgio Meirelles estimulou atos de violência de torcedores do Flamengo contra os jogadores caso perdessem um jogo. Derrotados, na chegada ao aeroporto, a delegação rubro-negra foi recepcionada com protestos violentos por parte de uma facção de torcida. Alguns dias após o ocorrido, Meirelles deixou de fazer parte do programa, sendo substituído pelo locutor Alexandre Tavares após testes com outros convidados. Meses depois, Alex Escobar, que havia sido contratado pelo SporTV para comentar jogos transmitidos pela emissora, foi convidado para ser membro fixo do programa Tá na Área e cedeu o cargo de apresentador para o diretor Alexandre Araújo. Também para o SporTV seguiu o redator Marcos Bolinho.
Em 2006, mesmo sendo líder de audiência veio o baque. A Rádio Cidade estaria sendo arrendada para a Oi FM. Com a ameaça do fim do programa, o Rock Bola e seus integrantes mudaram-se duas semanas após o fechamento da rádio para a emissora FM O Dia. Contudo, a mudança não foi do agrado de parte de seus fãs, já que a nova emissora transmitia músicas como pagode, samba e axé music. Com apenas alguns meses na FM O Dia, inesperadamente o Rock Bola foi retirado do ar.
Ainda em 2006, o programa retornaria ao seu dial original, 102,9 MHz, na Oi FM, emissora que comprou a Rádio Cidade. Em pouco tempo, o programa retornou ao sucesso e também passou a ser transmitido para o Espírito Santo.
Devido ao sucesso, o programa que tinha duração de uma hora, ganhou mais meia hora, a partir de novembro de 2009, sendo transmitido no horário de 12:00 às 13:30, de segunda a sexta-feira, com reprise de 20:00 às 21:30. Em 2010, o repórter Smigol saiu, contratado que foi pelo SporTV, para entrada de BB Monstro.
No verão de 2011, o programa faz uma temporada em um estúdio móvel, na praia do Arpoador. Os primeiros programas são apresentados por Bebê Monstro, e a partir da segunda semana, a mesa voltou as mãos de Araújo. Essa temporada no Arpoador revelou novas figuras ao programa, como morador de rua Maresia, que depois de sua aparição no programa, gravou várias vinhetas e começou a vender biscoitos. Também foi revelado o jovem imitador Victor Magrelin, que com a voz da apresentadora Marília Gabriela, fazia perguntas à Waguinho, visando deixá-lo sem graça. Com suas visitas freqüentes, Victor tem seu apelido renomeado para Victor Marília Gabriela, ou somente Marília Gabriela, e com a viagem de Araujo e Lopes para a Copa América de 2011, Marília vira repórter, mantendo o cargo de Repórter Juvenil do Rock Bola. A última novidade do programa é a participação do Investigador RockBola, cuja identidade é mantida em sigilo.
Operadores famosos: Viny Piedade, Alex, Marcelo, Dill Fenômeno, Vitinho, DJ Gono, Wladimir, Stephen Hawkings, Maestro Geleia, Chiquinho Cafona e Níkolas Baccarin.
Atendentes: Paola Galisteu, Renatinha, Tuca, Ale, ninfetinha Rock Bola, Dona Caroleta, Tiroleite, Cris, gueixa Rock Bola.
Em 23 de janeiro de 2012, os integrantes passaram a fazer parte da MPB FM (90,3), perdendo o nome original devido a um processo do Grupo Jornal do Brasil, que se declarou proprietário da marca. Logo, houve uma enquete no site da rádio para o novo nome do programa, as opções foram: Pop Bola (1º LUGAR), Talk Show de Bola (2º Lugar), Nhoque Bola (3º Lugar) e Gato de Bolas (4º Lugar). No dia 29 de março de 2013, a equipe se despediu dos ouvintes do 90,3.
E em 1º de abril de 2013, o Pop Bola passou a ser transmitido pela Bradesco Esportes FM Rio. Inicialmente, o programa entrou no horário das 18:00, mas alguns meses depois a equipe mais irreverente do dial carioca, ganhou mais 30 minutos de programa. Desde então, das 17:30 as 19:00, o programa vai ao em 91,1 FM. O operador Vini Piedade ficou na MPB FM e Francisco Alves, conhecido como Chiquinho "O Cafona", assumiu as "carrapetas" do programa. A equipe segue com boletins diários, à noite, na MPB FM. 
No ano de 2015, o horário do programa foi mais uma vez alterado, passando de 12:00 às 13:30. Neste ano o programa sofreu duas baixas importantes em sua formação original: após a Rádio Cidade Rio retornar e voltar com a ideia do Rock Bola com uma nova formação e formato diferente do original, Waguinho e BB Monstro deixaram o Pop Bola da Bradesco Esportes FM Rio. Uma eleição com 16 participantes foi feita para que a vaga de vascaíno do programa fosse assumida, e Alex Calheiros foi o vencedor da disputa que durou cerca de 2 meses. Para o lugar de BB Monstro, o estagiário da emissora, James Azevedo, passou a ser utilizado como repórter fixo do programa. Ele também é responsável pela cobertura de Fórmula 1 do programa. Outra novidade da temporada 2015 fica a cargo da operação de áudio, que desde janeiro esteve nas mãos do jovem Níkolas Baccarin. Em 29 de junho de 2015, a emissora anunciou o fim da exibição do programa em sua grade. Meses depois o programa voltaria ao dial carioca, no final do mês de setembro de 2015 pela Rádio Globo Rio de Janeiro onde permaneceu até 2018, ano em que ocorreu uma reformulação na programação da Rádio Globo. Fora do dial, e quase caindo no ostracismo (piada comumente utilizada no programa), o Pop Bola tinha sido veiculado no YouTube durante este período. 
No dia 22 de janeiro de 2023 o grupo anunciou que voltará ao dial carioca através da rádio Mix FM Rio.

## Televisão
A primeira experiência do Rock Bola na televisão foi com um quadro no programa Tá na Área, do canal a cabo SporTV, em 2006, chamado Preliminares. Ia ao ar duas vezes por semana, onde os integrantes apresentavam-se em uma mesa de bar comentando sobre fatos que envolviam o esporte.
Com a repercussão do programa, a TV JB fez uma proposta para ter o programa. Sob o nome de Loucos por Bola, o programa de duração de 30 minutos ia ao ar semanalmente às segundas-feiras às 21:30 (horário de Brasília). Entretanto, após dois meses de programa, o Loucos por Bola saiu do ar. Os membros do programa e do Rock Bola alegavam falta de pagamento do salário acordado.
Em dezembro de 2008, os integrantes do Rock Bola estrearam novo programa no SporTV, desta vez, chamado Pisando na Bola. Apesar da boa aceitação do público e com ótimos índices de audiência, o programa foi retirado da grade de programação do SporTV em outubro de 2009, sem maiores explicações ao público.
Com estreia em dezembro de 2010 no programa Balanço Geral, o quadro RecBola obteve sucesso de audiência como quadro no Balanço Geral. Logo, o então quadro virou um programa independente nas tardes de sábado da emissora, sendo a mais nova investida do Rock Bola na TV, com Alexandre Araújo, Lopes Maravilha, Waguinho, Alexandre Tavares e Bebê Monstro. Toni Platão não participou desta versão, mas esteve presente na trilha sonora do programa. Em 2011, a equipe deixou a emissora. 
Com a mesma equipe do rádio formada por Alexandre Araújo, Lopes Maravilha, Tavares, Alexandre Calheiros e Frajola, o Pop Bola estreou em janeiro de 2020 na TV Max Rio, emissora transmitida pela operadora Net no estado, permanecendo até novembro do mesmo ano.

## Atuais integrantes do programa
- Apresentador - Alexandre Araújo
- Flamengo - Alexandre Tavares; Wanderson Gonzales ou Marcella Miranda (eventuais)
- Vasco da Gama - Alex Calheiros; Fábio Nuno ou Joe Ribeiro (eventuais)
- Fluminense - Frajola; Cadu Zugliani (eventual)
- Botafogo  - Lopes Maravilha; Fabiano Bandeira (eventual)

## Ex-integrantes
- Alex Escobar (apresentou o programa de 2002 a 2004)
- Antônio Feijó (representante do Vasco apenas em 2002)
- BB Monstro (repórter entre 2010 e 2014)
- Marcos Bolinho (redator entre 2002 e 2004)
- Smigol (repórter entre 2004 e 2010)
- Rogério Faustão (representante substituto do Flamengo entre 2002 e 2004)
- Sérgio Meirelles (representante do Flamengo de 2002 a 2004)
- Toni Platão (representante do Fluminense de 2002 a 2016)
- Waguinho (representante do Vasco entre 2003 e 2014)

## Quadros atuais do programa
- Pinceladas do Mundo Esportivo
- Alguém morre, mas você ganha!
- Nos Tempos da Baratinha, com Vovó Tereza
- Ratazanas Stars
- Quadro de Nível, com Yuri
- Show das subcelebridades com Alexandre Araujo

## Freaks
- Bruno Alcione, o imitador barato
- Consciência
- Diego Ramon, o Toddynho
- Dançarino Português
- Freak Venceslau
- Júlio Maluco
- Maurinho de Belfor Roxo
- Rapaz do Twitter
- Rafael Passos, o Claude
- Saco de Risos
- Sloth
- Thomas Viadson
- Volpininho